# 앨리슨 앤더스
앨리슨 앤더스(Allison Anders, 1954년 11월 16일 ~ )는 미국의 영화 감독, 영화 각본가이다.

## 작품 목록
- 보더 라디오 (1987)
- 쉐드와 트루디 (1992)
- 마이 크레이지 라이프 (1993)
- 포 룸 (1995)
- 그레이스 하트 (1996)
- 슈가 타운 (1999)
- 띵스 비하인드 더 선 (2001)
- 어 크러쉬 온 유 (2011)
- 링 오브 파이어 (2013)
- 비치스 (2017)